# Марсело Ліпатін
Марсело Ліпатін Лопес (ісп. Marcelo Lipatín López; нар. 28 січня 1977, Монтевідео, Уругвай) — уругвайський футболіст, виступав на позиції нападника. По завершенні кар'єри — футбольний агент.

## Життєпис
Народився 28 січня 1977 року в Монтевідео. У 7-річному віці переїхав до бразильської Куритиби, де почав грати у футзал. У молодіжних футзальних командах займався разом із багатьма партнерами, які згодом стали відомими професійними футболістами, зокрема, з чемпіоном світу 2002 року Рікардіньйо, Чеко та Родріго Бататою. 1993 року перейшов у «великий» футбол, приєднався до академії футбольного клубу «Парана».
1996 року приєднався до «Монтевідео Вондерерз». За рік став гравцем академії французького ПСЖ, де провів один сезон. Зрештою, 1998 року дебютував у професійному футболі за «Вондерерс». У сезоні 1998/99 років виступав за «Дефенсор Спортінг». У 2000—2001 роках грав за «Куритибу», грецький «ПАС Яніна» та японський «Йокогама Ф. Марінос».
Після невдалого періоду в Японії (де уругваєць зіграв лише один матч, 12 травня 2021 року проти Авіспа Фукуока, в якому на 90-й хвилині замінив Дзьо Сьодзі) у січні 2002 року приєднався до мексиканської «Америки». Допоміг своїй команді виграти літній чемпіонат 2002 року. Незважаючи на те, що під час турніру Марсело відзначився лише трьома голами, всі вони принесли важливі очки. Зокрема, у 6-му турі дубль уругвайця допоміг обіграти з рахунком 2:1 «Ла-П'єдад», а у 9 турі відзначився єдиним голом у виїзному поєдинку з «Леоном».
У 2003-2005 роках виступав в італійській Серії B за «Барі». У другій половині 2005 року грав за «Греміо», якому допоміг виграти бразильську Серію B та повернутися до еліти. На початку 2006 року разом із «триколірними» виграв чемпіонат штату Ріу-Гранді-ду-Сул.
З 2006 по 2009 рік уругваєць виступав у Португалії за «Марітіму», «Насіунал» та «Трофенсе». У 2008 році вів переговори про перехід до «Хапоеля», а потім у «Маккабі» (Тель-Авів). Під час переговорів агент Ліпатіна надав клубам документи про те, що батько Марсело — єврей, а мати — уругвайка, яка прийняла юдаїзм. Це дозволило б йому грати в Ізраїлі і не вважатися легіонером. Однак у підсумку сторони не зуміли домовитися щодо фінансів. Незважаючи на єврейське походження, Марсело сповідує християнство.
Завершив кар'єру футболіста в Бразилії у 2010 році, у команді «Корінтіанс Паранаенсе» (зараз — «Ж. Малуселлі»). У тому ж році організував у Куритибі власну агенцію, яка займається справами футболістів та тренерів.

## Досягнення
- Прімера Дивізіон Мексики
  -  Чемпіон (1): 2002 (Літо)

- Ліга Гаушу
  -  Чемпіон (1): 2006

- Серія B
  -  Чемпіон (1): 2005

- Кубок Джей-ліги
  -  Володар (1): 2001